# جان استاینر
جان استاینر (انگلیسی: John Steiner؛ زادهٔ ۱۹۴۱) بازیگر اهل بریتانیا است.
از فیلم‌هایی که وی در آن نقش داشته است، می‌توان به بازگشت سپیددندان، بازپرسی به پایان رسید، فراموش کنید، الاغ طلایی: محاکمه برای حقایق عجیب دربارهٔ لوکیوس آپولیوس، شهروند روم، بالی، فصلی از زندگی بزرگان، جولیا و جولیا، کالیگولا، مهاجم، پاپریکا، سپیددندان، شوک، اکشن، آخرین روز مدرسه پیش از کریسمس، مانایا و سالن کیتی اشاره کرد.